# عبد اللطيف اليونس

عبد اللطيف اليونس

عبد اللطيف اليونس (1914 - 28 مارس 2013) هو سياسي وصحفي مهجري سوري عاش في البرازيل والأرجنتين. اٌنتخب نائبا في مجلس النواب السوري في 1949 ثم في 1954 وعُين عضوا عن صافيتا في المجلس التأسيسي والنيابي في 1961 وعزل في 1963 بعد انقلاب 8 مارس 1963. هاجر إلى البرازيل أين أصدر جريدة «الأنباء» في سان باولو ثم استقر بعد ذلك في الأرجنتين أين أسس جريدة «الوطن» التي نشرها باللغتين العربية والإسبانية. كان عضوا في الرابطة الأدبية وهي جمعية أدبية تعنى بالأدب العربي في الأرجنتين.

## النشأة والمسيرة
ولد عبد اللطيف الخشن في بلدة «بيت الشيخ» في صافيتا في 1914 وينتمي لعشيرة الحدادين العلوية. درّسه كل من الشيخ عبد الرحمان الخير وجبر ضومط. بدأ من سن الرابعة عشر في كتابة الشعر. صدر أول مقال له حول حال المجتمع في ذلك الوقت في مجلة «العروبة» ثم نشر في مجلة «المكشوف» في لبنان ثم في جريدة «البلاد» في اللاذقية وفي جرائد «الضحى» و«الهدف» في حمص، و«الفداء» في حماة. اشتغل معلما في بلدة «وادي العيون» لسنة واحدة ثم عمل بعد ذلك رئيس تحرير جريدة «صوت الحق» في اللاذقية. عارض الانتداب الفرنسي على سوريا عبر خطبه، ومقالاته في «صوت الحق» مما أدى إلى استهدافه فغادر صافيتا نحو طرابلس فبيروت ثم دمشق ثم دير الزور فالعراق. عانى من الفقر في العراق ثم عمل مدرسا في مدرسة ثانوية في البصرة. عاد إلى سوريا في 1946 بعد استقلالها عن فرنسا. سافر في 1947 إلى أمريكا الجنوبية للدفاع عن القضية الفلسطينية حيث ألقى عدة محاضرات في الأندية العربية.
اُنتخب عضوا في مجلس النواب السوري في 1949 ثم في 1954، وعين عضوا عن صافيتا في المجلس التأسيسي والنيابي في 1961. جُرد من حقوقه المدنية بعد انقلاب 8 مارس 1963 وإصدار مرسوم العزل رقم 239 من قبل لؤي الأتاسي في 30 أبريل 1963، فهاجر إلى أمريكا الجنوبية وزار فنزويلا والأرجنتين وتشيلي والبرازيل. أسس جريدة «الأنباء» في سان باولو في 1969 ثم في 1975 تحصل نواف حردان على امتياز إصدارها. هاجر بعد ذلك إلى الأرجنتين أين أنشأ جريدة «الوطن» التي أصدرها باللغتين العربية والإسبانية في 1978. حصل على الدكتوراه من الجامعة الكاثوليكية في الأرجنتين وألقى فيها محاضرات عن تأثير الحضارة العربية في تاريخ الإنسانية.
نشر مقالاته في جرائد «صوت الحق» في اللاذقية و«الأنباء» في سان باولو و«الوطن» في بوينس آيرس. وأصدر عدة كتب من بينها «تاريخ الثورة العلوية وقائدها الشيخ صالح العلي» و«شكري القوتلي: تاريخ أمة في حياة رجل» و«شفيق معلوف شاعر عبقر وأهازيج الفن» و«زكي قنصل شاعر الحب والحنين». حصل على جائزة جبران خليل جبران العالمية من قبل رابطة إحياء التراث العربي في أستراليا. توفي في 28 مارس 2013 في صافيتا.

## الجوائز والتكريم
- الدكتوراه الفخرية من الجامعة الكاثوليكية، الأرجنتين
- جائزة جبران خليل جبران العالمية، رابطة إحياء التراث العربي في أستراليا[2]

## الحياة الشخصية
تزوج بابنة عمه ولهما بنتان هما أمل وسمية.

## أعماله
- الجيل الجديد، 1944
- ثورة الشيخ صالح العلي، مطابع دار الفداء، حماة 1947 - طبعة ثانية 1959 - وزارة الثقافة
- بين عالمين - مجموعة أحاديث ومقالات، 1955
- شكري القوتلي: حياة رجل في تاريخ أمة - دار المعارف، القاهرة 1959
- المغتربون، مطبعة العرفان - صيدا 1964
- شفيق معلوف شاعر عبقر وأهازيج الفن، بونيس ايريس الأرجنتين 1966
- زكي قنصل شاعر الحب والحنين، بونيس ايريس 1967
- من صميم الأحداث، 1967
- مذكرات الدكتور عبد اللطيف اليونس، دمشق 1993

## اُنظر أيضا
- صحافة المهجر
- الرابطة الأدبية

## بيبليوغرافيا
- مختصر الكلام عن الرجل الهمام، عبد اللطيف عباس شعبان